# Eduardo Ribeiro (jornalista)
Eduardo Ribeiro Vicente, (Curitiba, 18 de junho de 1980) é um jornalista, âncora de TV e palestrante brasileiro. 
Curitibano, começou como repórter no interior do Paraná, aos 18 anos. Ainda durante o curso de jornalismo, criou um programa de rádio sobre política e cidadania, em que os próprios ouvintes escolhiam os assuntos do dia seguinte. Na mesma época, passou também pelo jornalismo impresso e contribuiu com os primeiros portais de internet. Foi âncora da CBN Curitiba e da Band Curitiba, até se mudar para São Paulo, em 2006. Com passagens pelo rádio, internet e televisão, Eduardo Ribeiro pertence a uma nova geração de "jornalistas multimídia" que se dedicam a diferentes meios da comunicação.

## Carreira
Formado em jornalismo pela Universidade Estadual de Ponta Grossa, começou sua carreira na Rádio Clube, em 1998. Foi âncora da CBN Curitiba até fevereiro de 2006 e repórter do Jornal da Band, pela TV Bandeirantes em São Paulo, até agosto de 2007. Na Rede Bandeirantes, além de substituir com frequência os principais âncoras da emissora nos telejornais, destacou-se realizando reportagens dentro e fora do Brasil. Na Colômbia, mostrou as consequências sociais e econômicas do paramilitarismo no país. No Haiti, acompanhou o dia-a-dia das tropas de paz brasileiras e a reconstrução da política de segurança no coração do Caribe.
Entrou para equipe de jornalismo da Record News em agosto de 2007, para ancorar o principal telejornal da emissora, o Record News Brasil. Também no canal, Eduardo comandou o premiado Link Brasil, um semanal sobre tecnologia e internet em que os internautas ajudam a escolher os temas em debate.
Em fevereiro de 2012, deixou a Record News e ingressou na Rede Record, fazendo parte do núcleo de reportagens especiais do Jornal da Record, onde também passou a atuar como apresentador eventual, bem como no Fala Brasil e no SP Record. Participou de todas as principais coberturas jornalísticas da emissora, entre elas, se destacam julgamentos criminais de repercussão nacional (Caso Isabella Nardoni, Caso Eloá Cristina, Caso Eliza Samudio), a tragédia da boate Kiss, em 2013, os principais fatos da Operação Lava Jato, o impeachment de Dilma Rousseff, as prisões dos ex-presidentes Luiz Inácio Lula da Silva e Michel Temer e a crise humanitária da Venezuela em 2019. Eduardo também conduziu sabatinas, com candidatos à Presidência da República.
Em março de 2019, se tornou âncora do Domingo Espetacular, ao lado das jornalistas Patricia Costa e Thalita Oliveira, e entre 2020 e 2022 com a apresentadora Carolina Ferraz. Até 2025, Eduardo era apresentador do Fala Brasil com a jornalista Mariana Godoy, e eventualmente, apresentava o Jornal da Record. Com a demissão de Sérgio Aguiar, Ribeiro assumiu a titularidade da edição principal do Jornal da Record em 16 de junho de 2025.
Como palestrante, ministra treinamentos para instituições públicas e privadas sobre como melhorar a capacidade de se comunicar através da imprensa. Já treinou porta-vozes de empresas como LG, Dell, BIC, Citibank, Banco do Brasil, Polícia Militar, entre outras.

## Trabalhos
| Ano           | Título               | Cargo                 | Emissora          |
| ------------- | -------------------- | --------------------- | ----------------- |
| 2005-2006     | Band Cidade          | Apresentador          | Band Paraná       |
| 2006-2007     | Jornal da Band       | Réporter              | Rede Bandeirantes |
| 2007-2012     | Record News Brasil   | Apresentador          | Record News       |
| 2007-2012     | Link Brasil          | Apresentador          | Record News       |
| 2007-2012     | Fala Brasil          | Apresentador eventual | Record            |
| 2012-2025     | Jornal da Record     | Apresentador eventual | Record            |
| 2007-2019     | Fala Brasil          | Repórter              | Record            |
| 2007-2019     | Jornal da Record     | Repórter              | Record            |
| 2019-2020     | Jornal da Record 24h | Apresentador eventual | Record            |
| 2019-2022     | Domingo Espetacular  | Apresentador          | Record            |
| 2022-2025     | Fala Brasil          | Apresentador          | Record            |
| 2025-presente | Jornal da Record     | Apresentador          | Record            |